# Luigi Cozzi
Pour les articles homonymes, voir Cozzi.
Luigi Cozzi est un réalisateur et scénariste italien, né le 7 septembre 1947 à Busto Arsizio (Italie).

## Filmographie

### Réalisateur
- 1969 : Le Tunnel sous le monde (Il tunnel sotto il mondo)
- 1973 : La porta sul buio (série télévisée), épisode Il vicino di casa
- 1975 : L'assassino è costretto ad uccidere ancora
- 1976 : Passion violente (Dedicato a una stella)
- 1976 : La portiera nuda
- 1979 : Starcrash : Le Choc des étoiles (Scontri stellari oltre la terza dimensione)
- 1980 : Contamination
- 1983 : Hercule (Hercules)
- 1985 : Les Aventures d'Hercule (Le avventure dell'incredibile Ercole)
- 1988 : Turno di notte (série télévisée)
- 1988 : Nosferatu à Venise (Nosferatu a Venezia)
- 1989 : Sinbad (Sinbad of the Seven Seas)
- 1989 : Il gatto nero (it)
- 1989 : Paganini Horror
- 1991 : Il mondo di Dario Argento 2: Master of Horror (it) (documentaire)
- 1997 : Il mondo di Dario Argento 3: Il museo degli orrori di Dario Argento (it) (documentaire)
- 1999 : Dario Argento: Il mio cinema (it) (documentaire)
- 2011 : Roma fantastica (it) (documentaire)
- 2016 : Blood on Méliès' Moon
- 2018 : I piccoli maghi di Oz (it)
- 2020 : La battaglia di Roma 1849 (it)

### Scénariste
- 1973 : Quatre Mouches de velours gris (4 mosche di velluto grigio) de Dario Argento
- 1973 : L'Emprise de la main noire (La mano nera) d'Antonio Racioppi

### Acteur
- 2023 : Dario Argento Panico de Simone Scafidi

## Récompenses et distinctions
- Nomination au meilleur film international des Saturn Award 1980 pour Starcrash.
- Nomination au prix du pire scénario lors des Razzie Awards 1984 pour Hercule.
- Nosferatu Award du Festival international du film de Catalogne 2011[1].

## Festivals
- Membre du jury courts-métrages, 4e Festival International du Film Fantastique d'Audincourt, Bloody week-end, en 2013.